# Теорія еліт
Тео́рія елі́т — світоглядна й філософська концепція про роль і значення окремої групи людей, невеликої тісно згуртованої частини суспільства (еліти), її вплив на різні сфери економіки чи політики. Ця система характеризує еволюцію наукових і соціальних досягнень (перетворень) як результат об'єднаних зусиль невеликого колективу учасників, пов'язаних між собою спільними цілями та ознаками.
Існує декілька інтерпретацій поняття «еліта», особливо тих характерних рис, які за визначенням повинні об'єднувати людей в ім'я спільної мети: деякі вважають, що елітою можуть вважатися тільки найбільш обдаровані люди, інші — знатні походженням, треті — фінансово забезпечені і багаті. Треба зазначити, що ці ознаки можуть кардинально відрізнятися один від одного. У фінансової еліти головною ознакою елітарності зазвичай вважаються гроші, у політичних груп — активність членів партій, бажання діяти, у вчених клубів — рівень інтелекту. Втім, може бути присутнім і змішаний фактор, наприклад, інтелект і фінанси.
Засновниками теорії еліт були італійці — соціолог Вільфредо Парето та юрист і соціолог Гаетано Моска.
Вільфредо Парето висунув концепцію «зміни еліт», згідно з якою основою суспільних процесів є боротьба еліт за владу.
За цією теорією політика поділяється на дві сфери. В одній з них головне місце посідає еліта, правляча меншість, в іншій — підкорена більшість. Демократія, за вченнями цих мислителів, не має права на існування, оскільки приводить до диктатури.
Послідовники цієї теорії вважали, що правління народу, народний суверенітет ніколи не можуть бути втіленими в життя, оскільки «людина натовпу» розмірковує ірраціонально і, не маючи необхідних знань, не може брати участі в управлінні державними справами. Тільки еліта здатна на політичну діяльність, тільки вона може забезпечити справжню свободу, прогрес і стабільність.
Доступ до еліти залишається вільним, до неї можуть увійти прості люди, досягнувши відповідного рівня.
У суспільстві може існувати декілька еліт, що створить конкуренцію на засадах політичного й партійного плюралізму і допоможе привести до влади найбільш компетентну еліту, здатну виконати своє призначення.[джерело?]